# انطباع أولي تكراري
يشير الانطباع الأول التكراري إلى حقيقة أن العرض الأولي لحافز ما يؤثر على الطريقة التي سيستجيب بها الفرد لذلك الحافز عند تقديمه في وقت لاحق. وستكون الاستجابة لعنصر محدد والذي قد تم مصادفته أو مواجهته في الآونة الأخيرة (وليكن هذا العنصر هو «كلمة»، على سبيل المثال)، سريعة وأكثر دقة بالمقارنة بعنصر آخر لم يتم مواجهته. ويقيم الانطباع «التمهيد» التكراري الذاكرة الضمنية (أو الذاكرة غير المعرفة)، وهي نظام الذاكرة الذي لا يتطلب الوعي الإدراكي. على سبيل المثال، فإن الاستجابة السريعة لحافز ما والناتجة عن الانطباع الأولي التكراري سوف تحدث حتى ولو كان الفرد لا يتذكر بوعي رؤية هذا الحافز بعينه.